# Campeonato Mundial de Escalada de 1997
El IV Campeonato Mundial de Escalada se celebró en París (Francia) el 1 de febrero de 1997 bajo la organización de la Federación Internacional de Escalada Deportiva (IFSC) y la Federación Francesa de Deportes de Escalada.

## Medallistas

### Masculino
| Evento     | Oro                     | Plata                          | Bronce                   |
| ---------- | ----------------------- | ------------------------------ | ------------------------ |
| Dificultad | François Petit Francia  | Chris Sharma Estados Unidos    | François Legrand Francia |
| Velocidad  | Daniel Andrada · España | Yevhen Kryvosheitsev · Ucrania | Dmitri Bychkov · Rusia   |

### Femenino
| Evento     | Oro                   | Plata                    | Bronce                    |
| ---------- | --------------------- | ------------------------ | ------------------------- |
| Dificultad | Liv Sansoz Francia    | Muriel Sarkany · Bélgica | Marietta Uhden · Alemania |
| Velocidad  | Tatiana Ruiga · Rusia | Irina Zaitseva · Rusia   | Olga Bibik · Rusia        |

## Medallero
| Núm. | País           | Oro | Plata | Bronce | Total |
| ---- | -------------- | --- | ----- | ------ | ----- |
| 1    | Francia        | 2   | 0     | 1      | 3     |
| 2    | Rusia          | 1   | 1     | 2      | 4     |
| 3    | España         | 1   | 0     | 0      | 1     |
| 4    | Bélgica        | 0   | 1     | 0      | 1     |
| 4    | Estados Unidos | 0   | 1     | 0      | 1     |
| 4    | Ucrania        | 0   | 1     | 0      | 1     |
| 7    | Alemania       | 0   | 0     | 1      | 1     |
|      | TOTAL          | 4   | 4     | 4      | 12    |